# Hillel l'Ancià

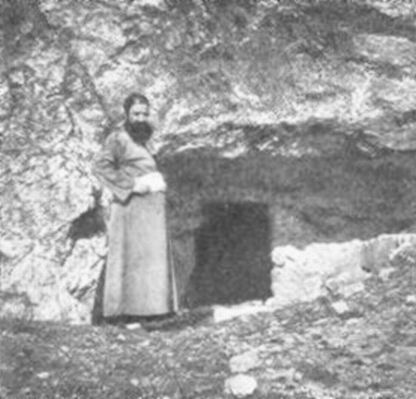
Tomba de Hil·lel en la Muntanya Meron, a Israel.

Hil·lel l'Ancià (hebreu: הלל הזקן, Hillel HaZaken‎), també fou conegut com a Hil·lel el Savi (Babilònia, 70 aC - Jerusalem, 10 dC), va ser un eminent rabí i un mestre jueu. Fou el primer erudit que va sistematitzar la interpretació de la Torà escrita. Va néixer, segons el Talmud, a Babilònia. Hil·lel va rebre la seva avançada formació a Jerusalem, a on va esdevenir una autoritat sobre la llei jueva, per aquest motiu va ser triat cap del seu consell religiós.
L'èmfasi de Hil·lel en el compliment de les normes ètiques, en la pietat personal, en la humilitat i en la preocupació pels altres van ser precursors de certs ensenyaments morals del cristianisme i de l'islam. El filòleg francès del segle xix Ernest Renan va proposar en el seu llibre Vida de Jesús, que Hil·lel va ser un mestre de Jesús de Nazaret. Davant de la pregunta d'un dels seus estudiants sobre com es podrien resumir tots els continguts de la Torà, una hagadà recull que Hil·lel li va respondre: «No facis al teu proïsme allò que no vols que et facin a tu, tota la resta és comentari».
Hil·lel va fundar una escola lliberal d'interpretació de les escriptures, oposada a la rigidesa de l'escola de Xammai. L'enfrontament entre les dues escoles es va resoldre al seu favor. Durant moltes generacions, els líders religiosos de la comunitat jueva d'Israel van ser descendents de Hil·lel.